# 雅克峰
64°31′S 61°51′W / 64.517°S 61.850°W
雅克峰（Jacques Peaks），是南極洲的山峰，位於葛拉漢地西岸的丹科海岸，處於雷克呂半島西北端，海拔高度385米，在1954年被繪入阿根廷地圖，現時由南極條約體系管理。